# Stazione di Shin-Hōsono
La stazione di Shin-Hōsono (新祝園駅?, Shin-Hōsono-eki) è una stazione ferroviaria della cittadina di Seika, nel distretto di Sōraku della prefettura di Kyoto, in Giappone, servente la linea Kintetsu Kyōto delle Ferrovie Kintetsu, che congiunge Kyoto con Nara. Dista 26,7 km dal capolinea di Kyoto Centrale.

## Linee
Ferrovie Kintetsu
● Linea Kintetsu Kyōto

## Aspetto
La stazione è costituita da 4 binari passanti con due marciapiedi a isola collegati al fabbricato viaggiatori, posto su un ponte sopra i binari, da scale fisse e ascensori. 
| 1-2 | ■ Linea Kintetsu Kyōto | per Takanohara, Yamato-Saidaiji, Nara, Tenri, Yamato-Yagi, Kashiharajingū-mae e Yoshino |
| 3-4 | ■ Linea Kintetsu Kyōto | per Shin-Tanabe, Ōkubo, Tambabashi, Kyoto e Kokusaikaikan                               |

## Stazioni adiacenti
| «                    | Servizio             | »                    |
| Linea Kintetsu Kyoto | Linea Kintetsu Kyoto | Linea Kintetsu Kyoto |
| -------------------- | -------------------- | -------------------- |
| Komada               | Locale               | Kizugawadai          |
| Shin-Tanabe          | Espresso             | Takanohara           |